# Ochrolechia oregonensis
Ochrolechia oregonensis är en lavart som beskrevs av Hugo Magnusson. Ochrolechia oregonensis ingår i släktet Ochrolechia och familjen Ochrolechiaceae.   Inga underarter finns listade i Catalogue of Life.